# Bösenbach (Deutschlandsberg)
Bösenbach ist ein Stadtteil und eigene Katastralgemeinde der Stadt Deutschlandsberg im Bundesland Steiermark in Österreich. Bis 1941 war es eine eigene Gemeinde; danach bis 1971 ein eigener Ort innerhalb der Stadtgemeinde Deutschlandsberg.
Im Jahr 1149 wurde dem Stift Seckau der Besitz von Weingärten in Bösenbach bestätigt. Ende des 18. Jahrhunderts gehörte die Gemeinde Bösenbach zum Werbbezirk Feilhofen. Bis zum 19. Jahrhundert unterstanden die Einwohner der Herrschaft Frauenthal. Die Gemeinde Bösenbach wurde 1854 dem Bezirk Deutschlandsberg zugewiesen. Im 19. Jahrhundert gab es im Ort eine nennenswerte Strohpapiererzeugung. Am 1. Oktober 1941 wurde die Gemeinde Bösenbach, die aus den beiden Ortschaften bzw. Katastralgemeinden Bösenbach und Unterlaufenegg bestand, an die Stadtgemeinde Deutschlandsberg angeschlossen. Seit 1971 ist Bösenbach auch in die Ortschaft Deutschlandsberg integriert, so dass Bösenbach heute zusammen mit den Gebieten der Katastralgemeinden Deutschlandsberg, Hörbing, Burgegg, Warnblick, Leibenfeld, Sulz, Oberlaufenegg und Unterlaufenegg, die alle gemeinsam den Ort Deutschlandsberg bilden, einen gemeinsamen Ortsvorsteher (2016: Dietmar Kugler) hat.
In Bösenbach wurde am 13. Oktober 1946 Irmgard Griss geboren, die Präsidentin des Obersten Gerichtshofs und Bundespräsidenten-Kandidatin war.